# Kandegaladahosahalli, Gundlupet
Kandegaladahosahalli là một làng thuộc tehsil Gundlupet, huyện Chamarajanagar, bang Karnataka, Ấn Độ.